# Free (album av Kate Ryan)
Free är ett studioalbum av den belgiska sångaren Kate Ryan. Det gavs ut den 30 maj 2008 och innehåller 13 låtar.

## Låtlista
| Nr  | Titel                             | Längd |
| --- | --------------------------------- | ----- |
| 1.  | Voyage Voyage                     | 3:05  |
| 2.  | Ella elle l'a                     | 3:06  |
| 3.  | I Surrender                       | 3:31  |
| 4.  | Toute Première Fois               | 4:06  |
| 5.  | Tes Yeux                          | 3:44  |
| 6.  | Tes Yeux                          | 4:29  |
| 7.  | Pour quel amour                   | 3:42  |
| 8.  | Put My Finger on It               | 3:31  |
| 9.  | L.I.L.Y.                          | 3:15  |
| 10. | A La Folie                        | 3:55  |
| 11. | We All Belong                     | 3:28  |
| 12. | Tonight We Ride / No Digas Que No | 3:03  |
| 13. | Free                              | 3:29  |

## Listplaceringar
| Lista              | Topplacering |
| ------------------ | ------------ |
| Belgien (Flandern) | 4            |
| Nederländerna      | 66           |
| Schweiz            | 96           |
| Spanien            | 26           |
| Sverige            | 35           |